# Пикенс, Джордж
Джордж Малик Пикенс—младший (англ. George Malik Pickens Jr.; 4 марта 2001, Гувер, Алабама) — профессиональный американский футболист, принимающий клуба НФЛ «Питтсбург Стилерз». На студенческом уровне выступал за команду университета Джорджии. Победитель национального чемпионата 2021 года. На драфте НФЛ 2022 года был выбран во втором раунде.

## Биография
Джордж Пикенс родился 4 марта 2001 года в Гувере в Алабаме. Там же окончил старшую школу, играл за её футбольную команду на позиции принимающего, дважды становился победителем чемпионата штата. В выпускной год Пикенс набрал 1368 ярдов с 16 тачдаунами, был включён в состав сборной звёзд штата. На момент окончания школы он считался лучшим молодым игроком Алабамы по версиям 247Sports и Rivals, входил в число 25 лучших игроков страны по версии USA Today.

### Любительская карьера
В 2019 году Пикенс поступил в университет Джорджии. В своём дебютном сезоне он сыграл в четырнадцати матчах, став лидером команды по числу приёмов и набранных ярдов. В Шугар Боуле против Бейлора он набрал 175 ярдов с тачдауном и был признан самым ценным игроком матча. По итогам сезона Пикенс был включён в сборную новичков конференции SEC и получил командную награду лучшему новичку нападения.
В сокращённом из-за пандемии COVID-19 сезоне 2020 года он сыграл в восьми матчах, набрав 513 ярдов с шестью тачдаунами. До начала турнира он включался в число претендентов на награду Фреда Билетникоффа лучшему принимающему NCAA. Весной 2021 года он получил травму колена и пропустил практически весь сезон, сыграв только в четырёх заключительных играх. Вместе с командой Пикенс стал победителем плей-офф национального чемпионата.

#### Статистика выступлений в NCAA
| Сезон | Команда           | Игры | Приём | Приём | Приём | Приём | Вынос | Вынос | Вынос | Вынос |
| Сезон | Команда           | Игры | Rec   | Yds   | Y/A   | TD    | Att   | Yds   | Y/A   | TD    |
| ----- | ----------------- | ---- | ----- | ----- | ----- | ----- | ----- | ----- | ----- | ----- |
| 2019  | Джорджия Буллдогз | 14   | 49    | 727   | 14,8  | 8     | 0     | 0     | 0,0   | 0     |
| 2020  | Джорджия Буллдогз | 8    | 36    | 513   | 14,3  | 6     | 0     | 0     | 0,0   | 0     |
| 2021  | Джорджия Буллдогз | 4    | 5     | 107   | 21,4  | 0     | 0     | 0     | 0,0   | 0     |
| Всего | Всего             | 26   | 90    | 1347  | 15,0  | 14    | 0     | 0     | 0,0   | 0     |

### Профессиональная карьера
Перед драфтом НФЛ 2022 года аналитик издания Bleacher Report Нейт Тайс к сильным сторонам Пикенса относил его рост и длину рук, способность вести силовую борьбу, полезность в роли блокирующего и дистанционную скорость. Минусом назывались отсутствие резкости после приёма мяча и необходимость улучшать навыки работы на маршрутах.
На драфте Пикенс был выбран «Питтсбургом» во втором раунде. В мае он подписал с клубом четырёхлетний контракт на общую сумму 6,75 млн долларов.

#### Статистика выступлений в НФЛ

##### Регулярный чемпионат
| Сезон | Команда           | Игры | Приём | Приём | Приём | Приём | Вынос | Вынос | Вынос | Вынос |
| Сезон | Команда           | Игры | Rec   | Yds   | Y/A   | TD    | Att   | Yds   | Y/A   | TD    |
| ----- | ----------------- | ---- | ----- | ----- | ----- | ----- | ----- | ----- | ----- | ----- |
| 2022  | Питтсбург Стилерз | 3    | 5     | 65    | 13,0  | 0     | 0     | 0     | 0,0   | 0     |
| Всего | Всего             | 3    | 5     | 65    | 13,0  | 0     | 0     | 0     | 0,0   | 0     |

* На 24 сентября 2022 года